# Shape of Things to Come (álbum)
Shape of Things to Come ("La forma en que las cosas están por venir") es el primer y único álbum publicado por la banda de ficción estadounidense llamada  Max Frost and The Troopers. 
Fue producido por Mike Curb, Ed Beram y Harley Hatcher (ingeniero), dirigido por Rick Stephens de Sidewalk Productions y lanzado en 1968 por la casa discográfica Tower Records.
Posteriormente, este disco fue relanzado como "Max Frost and the Troopers: Original Motion Picture Soundtrack", como parte de la película de exploitation que le dio origen (estrenada en mayo de 1968), Wild in the Streets, protagonizada por Christopher Jones. Este disco incluye cuatro temas nuevos: "Wild in the Streets", "Listen to Music", "Love to Be Yor Man" y "Fourteen or Fight" , aunqne ninguno de estos sencillos fueron incluidos en su edición en CD.
A pesar de que no son acreditados formalmente, se cree que los músicos que participaron pertenecen a la banda de Davie Allan and The Arrows (quienes también publicaron  "Shapes of Things to Come" sin letras), con la voz principal del cantante Paul Wibier, quien escribió la mayoría de las canciones del álbum. 
El disco se caracteriza por tener canciones muy cortas, con letras relacionadas en cierta forma con la temática controversial de la película, y por tener un rock muy básico de alta energía, con toques psicodélicos, muy populares entre la juventud de finales de la década de los 60.
La contraportada del álbum contiene la siguiente cita:
"Todas las cosas que se han ido antes, pero son el gris sombrío, frío de la madrugada ... escuchen!. Más allá del borde más lejano del mundo, los primeros rayos de sol amarillo son las inundaciones hacia nosotros como la marea. La juventud en todas partes está lista para despertar. El hombre está a punto de brotar de la tierra y empujarse a sí mismo hacia afuera, afuera, riendo, a la participación de una nueva patria brillante en medio de las estrellas! " Angus Scrimm, (Puket '83)

## Éxito
El álbum fue un éxito de ventas en Estados Unidos y Canadá, en especial luego de su relanzamiento como un soundtrack y gracias al apoyo mediático de Wild in the Streets, hoy considerada por muchos como una película de culto.
En particular, el sencillo que titula el LP "Shape of Things to Come" alcanzó un notable puesto # 22 en el Billboard Hot 100 en la semana del 26 de octubre de 1968. También alcanzó el #2 en los listados de Canadá por dos semanas consecutivas., entre la segunda y tercera semana de octubre de 1968. La canción se mantuvo en total de 9 semanas en los listados de Billboard.
Un cover destacado del tema fue realizado por la banda británica de glam rock Slade, en 1970, como parte de su álbum Play It Loud, aunque no logró ingresar a listas.
“Shape of Things to Come” fue utilizado como tema de fondo entre cada sketch del show humorístico mexicano llamado  "Ensalada de Locos", con Manuel "El Loco" Valdés, Alejandro Suárez y Héctor Lechuga, que estuvo en la televisión entre 1970 y 1971.

## Lista de canciones
Lado A
1. "Shape of Things to Come" (Barry Mann-Cynthia Weil) – 1:55
2. "Lonely Man" (Paul Wibier) – 2:32
3. "Shine It On" (Paul Wibier) – 2:29
4. "It's Wrong" (Barney Hector-Paul Wibier) – 2:12
5. "Captain Hassel" (Wibier-McClane-Martin-Beckner-Hector) – 2:21

Lado B
1. "Fifty Two Per Cent" (Mann-Weil) – 2:41
2. "Try To Make Up Your Mind" (Paul Wibier) – 1:55
3. "Let Your Mind Run Free" (Paul Wibier) – 2:31
4. "She Lied" (Dale Beckner-Stewart Martin) – 2:36
5. "A Change Is Gonna Come" (Paul Wibier-Dale Beckner) – 2:48

### Sencillos
Los dos sencillos extraídos incluyen "Free Lovin'" y "Max Frost Theme", hasta entonces inéditos y que no formaron parte del LP original:
- "Shape of Things to Come" / "Free Lovin'": Tower 419 (1968)
- "Fifty Two Per Cent" / "Max Frost Theme": Tower 452 (1968)